# Кошель, Иван Данилович
Иван Данилович Кошель (7 мая 1919 — 2008) — советский военачальник, генерал-майор авиации, кавалер шести орденов Красной Звезды.

## Биография
Из украинской крестьянской семьи. Член ВКП(б). На службе в Красной армии с 1936. Участник Великой Отечественной войны, командир звена 2-го запасного авиационного полка, секретарь партийной ячейки эскадрильи. В мае 1942 становится командиром эскадрильи. В 1943 воевал на Центральном фронте, где заслужил репутацию бесстрашного лётчика. Параллельно с участием в боях, занимался обучением лётного состава 92-го истребительного авиационного полка. После Победы продолжил военную службу лётчиком-испытателем, испытывал новый реактивный самолёт Як-15, участник первого перелёта только созданной реактивной авиации СССР по маршруту Москва — Горький, пилотировал МиГ-9. Командир 120-й истребительной авиационной дивизии с 1953 до 1958.

## Награды
- Награждён орденом Ленина, четырьмя орденами Красного Знамени, орденами Отечественной войны I степени[6] и  II степени[7] , шестью орденами Красной Звезды, медалями.